# Miniac-Morvan
Miniac-Morvan (bretonisch: Minieg-Morvan, Gallo: Meinyac-Morvan) ist eine französische Gemeinde mit 4.379 Einwohnern (Stand: 1. Januar 2022) im Département Ille-et-Vilaine in der Region Bretagne; sie gehört zum Arrondissement Saint-Malo und zum Kanton Dol-de-Bretagne. Die Bewohner werden Miniacois und Miniacoises genannt.

## Geographie
Miniac-Morvan liegt etwa 20 Kilometer südsüdöstlich von Saint-Malo.

### Nachbargemeinden
Umgeben ist Miniac-Morvan von den Nachbargemeinden Saint-Père-Marc-en-Poulet im Norden, Saint-Guinoux im Nordosten, Plerguer im Osten, Le Tronchet im Südosten, Mesnil-Roc’h im Süden, Pleudihen-sur-Rance im Westen sowie Châteauneuf-d’Ille-et-Vilaine im Nordwesten.

## Bevölkerungsentwicklung
| Jahr      | 1962 | 1968 | 1975 | 1982 | 1990 | 1999 | 2006 | 2012 | 2020 |
| Einwohner | 2290 | 2244 | 2161 | 2595 | 2815 | 2784 | 3280 | 3738 | 4257 |

## Sehenswürdigkeiten
- Steinallee Four-ès-Feins aus der Jungsteinzeit, seit 1965 als Monument historique klassifiziert
- Kirche Saint-Pierre
- Kapelle Notre-Dame-de-Toute-Puissance am Schloss Miniac (von 1654 bis 1656 errichtet), nach Zerstörung wiedererrichtet
- Alte Kapellen in den Ortschaften Bourgneuf (Ende des 12. Jahrhunderts errichtet), Langle, Le Frêche (im 16./17. Jahrhundert errichtet) und La Bouglaye sowie im alten Ortskern (Notre-Dame-de-Grâce aus der alten Kirche errichtet) und Kapelle Immaculée-Conception, 1842 errichtet
- Priorei Saint-Colomban de la Mare, 1186 errichtet, dann verlassen, wiedererrichtet im 15. und 17. Jahrhundert
- Priorei Saint-Grégoire in Miniac, 1161 erwähnt, heute markiert ein Steinkreuz die frühere Kirche
- Calvaire
- Maison la Charité, 1757 von der Schwesternschaft La Sagesse begründet
- Schloss Bas-Miniacaus aus dem 15. Jahrhundert, mit Umbauten aus dem 17. und 18. Jahrhundert
- Schloss Haut-Gouillon aus dem 15. Jahrhundert
- Herrenhaus von Launay-Quinouart aus dem Jahre 1480
- Alte Herrenhäuser
- Altes Siechenhaus
- Mühlen von Bas-Miniac (Wassermühle), Beillac und Guillon (Windmühlen)

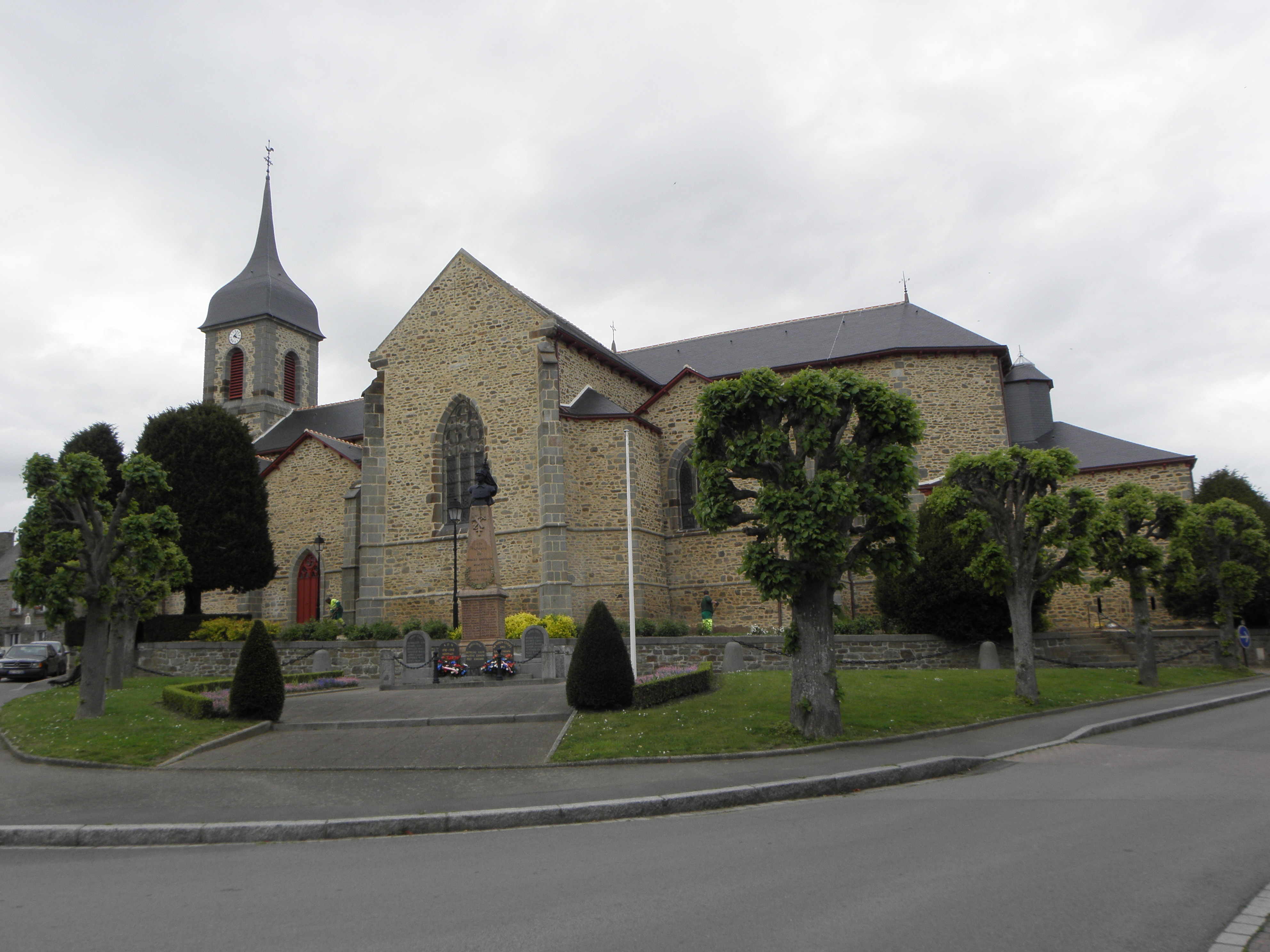
Kirche Saint-Pierre
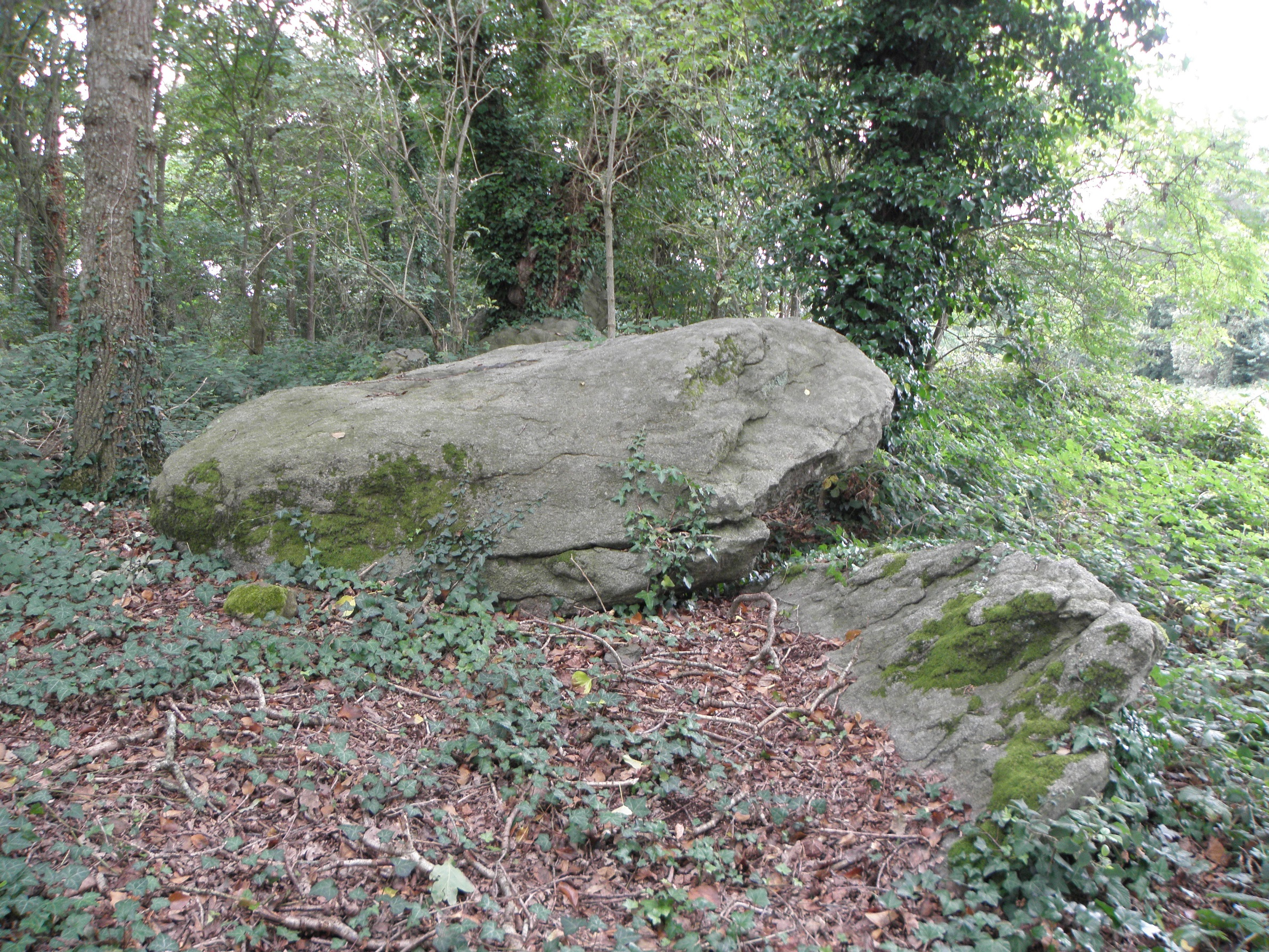
Allée couverte Four-ès-Feines

## Verkehr
Durch die Gemeinde führt die Route nationale 176.

## Persönlichkeiten
- Thérèse Fantou (1747–1794), Nonne, geboren in Miniac-Morvan, 1920 seliggesprochen